# Saturn Sky
O Sky é um roadster que foi produzido pela Saturn, e foi inicialmente lançado no primeiro trimestre de 2006 como um modelo de 2007. Ele usa a plataforma automotiva Kappa compartilhada com o Pontiac Solstice e o Opel GT. O conceito do Sky foi mostrado no 2005 Salão do Automóvel Norte-Americano, com a versão de produção seguinte no show de 2006. Foi construído na planta Wilmington, Delaware da GM, ao lado do Pontiac Solstice e do Opel GT. O Sky Possui rodas de 18 polegadas (457 mm) e um 2,4 L 2.4 L Ecotec LE5 straight-4 que produz 177 hp (132 kW), um novo motor de injeção direta de 2.0 L, turbo, que produz 260 hp (194 kW), além de um kit de atualização de turbo instalada opcional, que produz 290 hp (216 kW). Ambas as transmissões manual e automática de cinco velocidades estavam disponíveis.
O estilo do Sky, desenhado por Franz von Holzhausen, foi baseado no design do Vauxhall VX Lightning Concept. Estave disponível em alguns mercados europeus como o Opel GT. Uma versão chamada Daewoo G2X foi revelada como um veículo-conceito para o mercado sul-coreano em 2006. A versão de produção foi lançada em setembro de 2007. O Sky, Solstice, GT e G2X foram construídos em Wilmington, Delaware. O estilo agressivo ganhou elogios como uma partida bem-vinda do design tradicional da Saturn. A fábrica de montagem de Wilmington fechou em julho de 2009, terminando a produção, já que a produção das marcas Pontiac e Saturn foram encerradas.